# Tikun Olam
Tikun olam (hebraico: תיקון עולם‎ ou תקון עולם, significando literalmente "reparação do mundo" e alternativamente "construção para eternidade") é um conceito no judaísmo interpretado no Judaísmo Ortodoxo como a perspectiva de superação de todas as formas de idolatria, e por outras denominações judaicas como uma aspiração para o comportar-se e agir de forma construtiva e benéfica. É importante no judaísmo e frequentemente usada para explicar o conceito judaico de justiça social.
O uso documentado do termo data de antes do período Mischnaico. Desde os tempos medievais, a literatura cabalística ampliou o uso do termo. Na era moderna, entre os movimentos pós Haskalah Ashkenazi, tikun olam é a ideia de que os judeus carregam a responsabilidade não apenas pela sua própria moral, espiritual e bem estar material, mas também pelo bem estar da sociedade como um todo. Aos ouvidos dos rabinos contemporâneos pluralísticos, o termo conota "o estabelecimento de qualidades divinas em todo o mundo".

## No Talmud
A expressão tikun olam é usada na Mishná, na frase mip'nei tikun olam ("pelo propósito de tikún olam") para indicar que uma prática deve ser seguida não porque a lei assim indica, mas porque ajuda a evitar consequências sociais negativas.

## No Aleinu
A frase tikun olam está incluída no Aleinu LeShabeach - a prece com que se concluem os três ofícios religiosos diários do judaísmo. O Aleinu indica que o povo judeu deve louvar a Deus e expressa a esperança de que algum dia o mundo inteiro reconheça  ao Senhor e abandone a idolatria para  Letakén olam bemaljut shadai, isto é, "aperfeiçoar o mundo sob a soberania de Deus". 

## Na Cabala
De acordo com o misticismo judeu, a criação do Universo é explicada, em linguagem figurada, como um recipiente que não pôde conter a Luz Sagrada e se quebrou em pedaços (Shevirat Hakelim ou a "quebra dos receptáculos", no primeiro estágio da existência). A Cabala luriânica ensina que a criação do universo por Deus era instável, e o universo "primitivo", representado por um vaso de cerâmica, não podendo conter a  Luz Sagrada do Ein Sof (Infinito, isto é, Deus), estourou.
Assim, segundo os cabalistas, o Universo que conhecemos está literalmente quebrado e precisa ser reparado. Seguindo a Halachá (lei religiosa judaica) e cumprindo os mitzvot (preceitos), os judeus, através de suas ações, ajudam tikum olam. Isso é, ajudam a consertar o recipiente do Universo, fazendo com que este volte à forma originalmente  desejada por Deus. E dessa forma, a Humanidade participa da criação divina. 

## Na oração judaica
A frase tikum olam está incluída no Aleinu, uma oração judaica que é tradicionalmente recitada três vezes ao dia. O Aleinu exalta a Deus por permitir que o povo judeu O sirva e expressa a esperança de que o mundo inteiro, um dia, irá reconhecer a Deus e abandonar a idolatria. A frase tikum olam é utilizada na expressão l'takken olam b'malkhut Shaddai, "aperfeiçoar o mundo sob a soberania de Deus". Em outras palavras, quando todas as pessoas do mundo abandonarem os falsos deuses e reconhecerem Deus, o mundo terá sido aperfeiçoado.
A palavra tikum está gramaticalmente no gerúndio (significando "reparação" ou "perfeição"), e olam significa "mundo". As duas palavras juntas (tikum olam) estão na construção (ou seja, genitivo) e significam "reparação de [o] mundo". Por outro lado, a palavra l'takken (que significa "reparar") está no infinitivo, e assim por l'takken olam na oração Aleinu significa "reparar [o] mundo".